# Sziglind
A Sziglind germán eredetű német névből származik, jelentése: győzelem + hársfából készült pajzs.

## Gyakorisága
Az 1990-es években szórványos név, a 2000-es években nem szerepel a 100 leggyakoribb női név között.

## Névnapok
- január 7.[2]